# Geschäftshaus Walter
Das Geschäftshaus Walter befindet sich in Bremen, Stadtteil Mitte, Ortsteil Altstadt, Am Wall 148 und Herdentorswallstraße 26 und stammt von 1915 nach Plänen von Joseph  Ostwald. 
Das Gebäude steht seit 1994 unter Bremer Denkmalschutz.

## Geschichte
Das viergeschossige, schmale, verputzte Wohn- und Geschäftshaus wurde 1915 für den Kaufmann Walter Steinberg in guter Geschäftslage auf einem tiefen Grundstück im Stil der  Jahrhundertwende gebaut. Unten waren die Läden, darüber Büros und im 3. Obergeschoss und im Dachgeschoss Wohnungen, mit dem  Runderker, von Sandstein-Füllhörnern flankiert. Da die rückwärtige  Herdentorswallstraße deutlich tiefer liegt ist hier das Gebäude fünfgeschossig.

Das Landesamt für Denkmalpflege Bremen schrieb dazu: „Die Fassadengestaltung zeigt deutlich den Einfluß des seit Alfred Messels Berliner Wertheim-Fassade gebräuchlichen, durch den Vertikalismus eng gestaffelter Stützen geprägten modernen Geschäftshausstils...Ostwald verquickte wirkungsvoll barockisierende Formen und klassizistische Anleihen.“

Heute (2018) sind im Erdgeschoss ein Geschäft und in den Obergeschossen Büros und Praxen untergebracht.

## Walter Steinberg
Steinberg (1871–1942) war selbständiger Schneidermeister. Sein Geschäft ermöglichte ihm den Erwerb mehrerer Grundstücke.

Er förderte die Worpsweder Künstlerszene,  und erwarb über 200 Gemälde von u. a. von Fritz Mackensen, Fritz Overbeck, Otto Modersohn und Paula Modersohn-Becker.

Er wohnte zusammen mit Elisabeth Hering im Haus Am Wall 170/Ostertorwallstraße in einer luxuriös ausgestatteten Mehrzimmer-Wohnung.
Bis zum Boykott jüdischer Geschäfte beschäftigte Steinberg etwa 30 Angestellte und Schneider. Ab 1933 verliefen die Geschäfte rückläufig. 1938 verkaufte er das Geschäft und das Geschäftshaus Bischofsnadel 12 an die Firma Funk und Horst. 1939 verkaufte er das Grundstück Am Wall 170/Ostertorwallstraße 68a an Elisabeth Hering.
Am 9. auf den 10. November 1938 wurde Steinberg verhaftet, er saß mehreren Wochen im KZ Sachsenhausen. Er wurde am 23. Juli 1942  in das Ghetto Theresienstadt eingeliefert. Dort ist er am 19. August 1942 verstorben (wahrscheinlich Selbstmord).

Ein Stolperstein erinnert an ihn (Am Wall 170).